# Sveta Trojica
Sveta Trojica es un asentamiento en las colinas al este de Domžale, en la región Alta Carniola de Eslovenia.
La iglesia local, de la que el asentamiento tiene su nombre, es dedicado a la Santísima Trinidad (en esloveno: Sveta Trojica). El poeta Dane Zajc está enterrado en el cementerio adyacente.